# Mihail Voicu
Mihail Voicu (n. 1943, Pașcani, județul Iași) este un inginer român, profesor universitar, membru corespondent al Academiei Române (din martie 2006) și membru titular al Academiei de Științe Tehnice din România.

## Biografie
A absolvit Liceul Teoretic din Pașcani (1950 - 1961), Facultatea de Electrotehnică (1961 - 1966) a Institutului Politehnic „Gheorghe Asachi” din Iași, și Facultatea de Matematică (1969 - 1977) a Universității „Al. I. Cuza” din Iași. Între iunie 1972 - iulie 1973 s-a specializat în automatică la Universitatea din Karlsruhe, Germania.
În 1974 a obținut titlul de doctor inginer în automatică. Din 1967 a parcurs toate funcțiile didactice universitare. Din 1990 este profesor la Catedra de automatică și informatică aplicată, Facultatea de Automatică și Calculatoare a Universității Tehnice "Gheorghe Asachi" din Iași. A fost șeful catedrei (1990 - 1992) și decanul facultății (1992 - 2004) menționate mai sus. Din 2004 este prorector al Universității Tehnice din Iași. Este directorul centrului de excelență „Teoria și ingineria sistemelor”.

## Lucrări
Opera științifică acoperă următoarele domenii: 
- teoria sistemelor și analiza și sinteza sistemelor automate;
- automatizări industriale și în energetică;
- dezvoltarea cercetării și învățământului superior în automatică și calculatoare.

Rezultate obținute se grupează astfel:
- Modele bazate pe ecuații cu derivate parțiale și determinarea distribuțiilor spațiale ale potențialului și gradientului de potențial pentru sisteme de tip bobină și transformator electric.
- Identificarea completă a proceselor dinamice liniare deterministe continue utilizând matricea Hankel constituită de coeficienții Taylor ai funcției de transfer. Utilizarea bloc matricei Hankel constituită de coeficienții Taylor ai matricei de transfer pentru calculul ordinului McMillan.
- Definirea și analiza ca proces aleatoriu a regimului deformant din rețelele electrice. Ca proces determinist, regimul deformant a fost introdus în 1927 de acad. Constantin Budeanu. Tratarea ca proces aleatoriu a condus la soluții de compensare optimală a regimului deformant utilizând filtre Wiener autoadaptive.
- Interconexiunea Kirchhoff (generalizare a conexiunii paralel a dipolilor electrici) și interconectabilitatea omonimă a sistemelor cu ieșiri și perturbații comune (generatoare de abur, generatoare electrice, motoare de tracțiune). Pe baza controlabilității / observabilității funcționale a ieșirii / intrării s-au formulat condiții necesare și suficiente de interconectabilitate și elementele structurale patologice ale interconexiunii Kirchhoff.
- Dominante în ultimii 20 de ani sunt definirea și caracterizarea, pe componentele vectorului de stare folosind metoda invarianței de flux, a stabilității (exponențial) asimptotice, stabilității absolute, robusteții stabilității asimptotice, stabilizabilității și detectabilității. Condițiile analitice sunt inegalități, fapt care conferă acestor proprietăți o robustețe naturală explicită. Totodată, această abordare oferă posibilitatea unei caracterizări mai fine / subtile prin evaluarea componentelor stării în comparație cu abordarea clasică bazată pe evaluarea globală (în normă) a stării. Domenii de utilizare: circuite electrice și sisteme biologice, ecologice, farmacocinetice, economice etc. În cazul liniar, s-a formulat și soluționat stabilizarea pe componente prin reacția după stare. Problema duală - detectabilitatea pe componente a stării a condus la condiții de existență și de sinteză a estimatorului de stare cu eroare descrescătoare exponențial pe componente. Pentru sistemele automate cu structură variabilă (colaborare cu B. I. Moroșan) s-a dat o nouă definiție a suprafeței ideale de alunecare, bazată pe invarianța de flux, s-au obținut condiții necesare și suficiente de alunecare și s-au tratat unitar procesul de atingere a suprafeței de alunecare și procesul de alunecare propriu-zisă. În ultimii ani (în colaborare cu Octavian Păstrăvanu și Mihaela Matcovschi) s-au obținut rezultate privind: sisteme de tip matrice interval, robustețea stabilității pe componente, extinderi la sisteme dinamice neliniare, stabilizabilitatea / detectabilitatea pe componente, stabilitatea exponențială invariantă de flux, stabilitatea diagonală generalizată, stabilitatea absolută pe componente a unei clase de biosisteme, și stabilitatea rețelelor neuronale artificiale.
- Baza matematică a testării experimentale a controlabilității stării, introducerea noțiunii de model nerecursiv al unui sistem dinamic liniar și sinteza regulatorului de stare în problema optimală liniar-pătratică.
- Cercetările aplicative se concretizează în soluții (zece invenții) pentru: traductoare, regulatoare, dispozitive de comandă, de protecție și de semnalizare; automatizări industriale și în energetică, telecomanda și monitorizarea distribuției energiei electrice (cu rețele de calculatoare); sisteme de vedere artificială și recunoaștere a formelor cu aplicații în robotică; sistem flexibil de fabricație integrat cu calculatorul.
- Condițiile necesare pentru instruire și cercetare științifică la nivelul standardelor europene în automatică și calculatoare prin construcția clădirii Facultății de Automatică și Calculatoare din Iași (7.600 mp), dezvoltarea bazei materiale, asigurarea calității instruirii studenților, formarea personalului didactic, legaturi cu departamente omoloage din universități europene, și obținerea unor granturi de cercetare.

## Premii
Activitatea științifică și didactică (recunoscută prin: Premiul „Aurel Vlaicu” al Academiei Române pe 1987, Ordinul „Meritul pentru învățământ” în gradul de Mare Ofițer, IEEE Senior Member, Copernicus Fellow ș.a.), se concretizează în: 286 publicații științifice originale, din care 183 lucrări de cercetare publicate (7 monografii, 107 lucrări în volume, 59 lucrări în reviste, 10 brevete de invenție), 13 manuale universitare, 50 rapoarte de cercetare (20 granturi, 30 contracte), 40 referate, conferințe și comunicări.